# Adolfo Ruiz Cortines
Adolfo Ruiz Cortines nasceu no porto de Veracruz, Estado de Veracruz em 30 de dezembro de 1899 e faleceu na Cidade do México no dia 3 de dezembro de 1973). Foi presidente do México entre 1952 e 1958.

## Vida
Ruiz Cortines cresceu no porto de Veracruz. Seu pai morreu quando ele ainda era criança, de modo que a família teve de passar por sérias privações financeiras. Ruiz Cortines viu-se obrigado a deixar a escola aos dezesseis anos para trabalhar num moinho têxtil como um contador (desde cedo, Adolfo Ruiz Cortines mostrou uma impressionante aptidão para os números), assim ajudando no sustento da família.
Em 1910 estourou a Revolução Mexicana e o jovem de 21 anos Adolfo Ruiz Cortines apoiou com entusiasmo a causa de Francisco I. Madero. Em 1912, ele mudou-se para a Cidade do México e lutou contra as forças do presidente usurpador Victoriano Huerta, um general que havia derrubado o presidente Madero. Ruiz Cortines alistou-se no exército revolucionário em 1914 e, inicialmente, trabalhou em atividades administrativas do exército.
Em 1921, ele começou a trabalhar no Escritório de Estatísticas Sociais e de 1926 a 1935 ele foi o diretor deste ente público. Em 1937, elegeu-se deputado federal por seu Estado natal, Veracruz, do qual também foi governador entre os anos de 1944 e 1948. Neste ínterim, Adolfo Ruiz Cortines trabalhou nas campanhas presidenciais de Manuel Ávila Camacho (1940) e de Miguel Alemán Valdés (1946).
Em 1948, o presidente Miguel Alemán Valdés (também um veracruzano) nomeia Adolfo Ruiz Cortines Secretario de Gobernación (equivalente a um ministro do interior), em substituição de Héctor Pérez Martínez, morto no exercício do cargo devido a um ataque cardíaco. Ruiz lá permaneceu até 1951, quando foi escolhido pelo Partido Revolucionário Institucional como candidato à Presidência da República.
Governou o México entre 1952 e 1958 com uma honestidade exemplar (foi talvez, juntamente com Benito Juárez e Lázaro Cárdenas, o presidente mais honesto de toda a História do México). A obra mais significativa de seu sexênio foi a concessão do direito de voto à mulher, em 1953.
Ruiz Cortines investiu massivamente em comunicações e transportes durante seu governo, assim como em educação pública. Em abril de 1954, ele desvalorizou severamente o Peso Mexicano. No entanto, o Peso só sofreria outra desvalorização 22 anos depois.
Em 1958, foi sucedido na Presidência pelo seu ministro do trabalho, Adolfo López Mateos. Como ex-presidente, Ruiz Cortines afastou-se da vida pública, vivendo quase em reclusão na sua casa, na cidade de Veracruz. Chegou a trabalhar como um consultor econômico do governo mexicano até 1967, quando se aposentou definitivamente. Faleceu seis anos depois.
Adolfo Ruiz Cortinez casou-se primeiramente com Lucía Carrillo, de quem se divorciou em 1935. Contraiu segundas núpcias com María Dolores Izaguirre, que foi a primeira dama do México entre 1952 e 1958.